# Геологія Бразилії

Заштрихована карта рельєфу Бразилії, що показує її геологічну розділеність: провінція Трансамазонас, провінція Карахас, провінція Центральна Амазонас, провінція Тапажос-Паріма, провінція Рондонія-Журуена, провінція Ріо-Негро, провінція Сунсас, кристалічний щит Сан-Франциско, провінція Борборема, провінція Токантінс, Мантікейра Провінція, басейн Амазонас, басейн Парнаіба, басейн Паресіс і басейн Парана.

Бразилія розташована в межах докембрійської Південноамериканської плити. Ранньодокембрійський фундамент утворений потужним комплексом різних за складом та метаморфізмом порід, пронизаних гранітоїдами та ін. інтрузіями.
Докембрійські породи складають ряд піднять, найбільші з них — Ґвіанський і Зах.-Бразильський щити. Осадовий чохол платформи представлений потужним комплексом порід різного віку. Найбільш давні — з нижньопротерозойської серії Рорайма (червоноколірні пісковики і конґломерати з пластовими інтрузіями основних порід), яка покриває ділянки Ґвіанського плоскогір'я.
В межах синекліз (Амазонської, Парнаїба, Сан-Франсиску і Парана) ранньодокембрійський кристалічний фундамент занурений на велику глибину і перекритий потужними товщами осадових порід, починаючи з протерозойської доби. По сх. і півн.-східному узбережжю простягається система молодих периферійних прогинів-ґрабенів (Сан-Луїс, Баія та ін.), які виконані осадовими породами крейди і кайнозою потужністю 2-4 тис. м. У цьому районі і синеклізах (Амазонській і Парнаіба) в нижньоюрський і ранньокрейдовий період мав місце траповий вулканізм та інтрузивна діяльність у вигляді потужних платобазальтів Парани, сіллів і дайок.